# Othreis strigata
Othreis strigata là một loài bướm đêm trong họ Erebidae.